# Agostino Ramírez Barba
Agostino Ramírez Barba est un prêtre séculier mexicain né en 1881 et mort en 1967. 
Il est le fondateur de la Congrégation des Sœurs Servantes du Seigneur de la Miséricorde.